# 弗蘭克·斯坦頓
弗蘭克·尼古拉·斯坦頓（1908年3月20日—2006年12月24日）是一名美國廣播業行政人員，1946年和1971年之間擔任哥倫比亞廣播公司的總裁，然後任副董事長直到1973年。他還於從1961年直到1967年擔任蘭德公司主席。與威廉·佩利一樣，斯坦頓被認為是帶領CBS發展成為通信巨頭的功臣。他對企業作風的堅持為人所共知，並貫徹到管理廣播事務、公司總部的設計以至於文具。

## 早年
他在俄亥俄州的代頓Stivers高中就讀。然後，他進入了俄亥俄衛斯理大學，並於1930年取得文學士。1931年，他娶了他青梅竹馬的朋友露絲·斯蒂芬森為妻。他在代頓一間高中任教手工藝術一年，然後到俄亥俄州立大學攻讀，1935年取得博士學位。他還取得了由美國心理學專業委員會發出的文憑。斯坦頓取得他的博士學位後不久，加入了美國哥倫比亞廣播公司的研究部門。二戰期間，他為戰爭信息辦公室、戰爭部長和海軍部提供諮詢，同時在哥倫比亞廣播公司任副總裁。他被選為應急通信局的指定管理員，該局是艾森豪威爾於1958年為應對國家緊急事件而創建的秘密機構的一部分。

## 總統電視辯論
斯坦頓組織了在美國歷史上第一次電視播放的總統候選人辯論。經過8年的努力，他終於設法使美國聯邦通訊委員會暫停《1934年通訊法》令第315節的執行，以便在1960年美国总统选举進行電視辯論。第315需要暫停的原因是因為它規定必須給予所有候選人平等的播出時間。第一場辯論是在哥倫比亞廣播公司的芝加哥演播室舉行，參與者為候選人約翰·肯尼迪和理查德·尼克松。總統電視辯論卻在該年選舉後一度停止，因為林登·約翰遜不欲在1964年美国总统选举參與電視辯論，而尼克松亦不欲在1968年美国总统选举和1972年美国总统选举時參與電視辯論。直到1976年美国总统选举，當任總統杰拉尔德·福特有感在民意調查中落後，同意與挑戰者吉米·卡特進行電視辯論。

## 逝世
2006年12月24日，斯坦頓在美國馬薩諸塞州波士頓於睡夢中去世，享年98歲。斯坦頓基金會在他死後創立。該基金會捐贈了650萬美元予劍橋的Mount Auburn醫院。2008年，該醫院的斯坦頓大樓啟用。